# 3108 Ljubov
A 3108 Lyubov (ideiglenes jelöléssel 1972 QM) a Naprendszer kisbolygóövében található aszteroida. Ljudmila Vasziljevna Zsuravljova fedezte fel 1972. augusztus 18-án.